# Behind the Mask - Vita di un serial killer
Behind the Mask - Vita di un serial killer (Behind the Mask: The Rise of Leslie Vernon) è un falso documentario del 2006 diretto da Scott Glosserman.
Il film, omaggio autoironico al genere slasher, è incentrato sulle riprese di un documentario su un aspirante serial killer che si rifà alle convenzioni dei film slasher.
La pellicola è stata distribuita direttamente per il mercato home video e disponibile in DVD dal 3 febbraio 2009.

## Trama
In un mondo dove i celebri serial killer dei film slasher sono reali, la giornalista Taylor Gentry e i suoi due cameraman sono intenti a documentare le gesta di Leslie Vernon, aspirante serial killer intenzionato a farsi un nome come i suoi predecessori. Leslie prende la propria identità da una leggenda metropolitana, su un ragazzo che dopo aver ucciso la sua famiglia fu gettato in un fiume da suoi concittadini arrabbiati. Egli sostiene inizialmente di essere lo spirito vendicativo del ragazzo, ma ben presto ammette che il suo vero cognome non è Vernon ma Mancuso, contando su tattiche convenzionali piuttosto che su poteri soprannaturali.
Taylor e la sua troupe documentano meticolosamente le gesta di Leslie, intento a preparare un massacro ai danni di un gruppo di ragazzi. Leslie racconta alla telecamera ogni minimo dettaglio del suo piano, dalla scelta della sua final girl ai trucchi e segreti di quella dovrebbe essere una spontanea notte di terrore e sangue. La preparazione di Leslie consiste anche nella scelta dei luoghi e degli accessori, arrivando a pilotare le mosse delle sue future vittime. Leslie fa conoscere, a Taylor e ai suoi due cameramen, Eugene un assassino andato in pensione prima del previsto a causa della maggiore popolarità di Michael Myers, Jason Voorhees e Freddy Krueger, sposato all'unica vittima riuscita a scappargli.
Dopo i primi due brutali omicidi, Taylor e il suo equipaggio iniziano ad avere una presa di coscienza rendendosi conto che quello che stanno facendo è sbagliato, così decidono di abbandonare il documentario e cercare di mettere in guardia i ragazzi dal folle piano di Leslie. Man mano che i ragazzi vengono uccisi, Taylor, essendo lei stessa vergine, si rende conto di essere lei la ragazza superstite scelta da Leslie. Ella affronta e sconfigge Leslie, nel modo esatto che egli aveva predisposto per lei, poi brucia il capannone dove Leslie ha trovato la morte.
Ma i preparativi di Leslie includevano il saper fingere la morte, infatti nei titoli di coda, la telecamera di sicurezza posta nella sala dell'autopsia mostra il corpo carbonizzato di Leslie essere ancora vivo.

## Riferimenti a film horror
Il film contiene numerose citazioni e riferimenti a film horror slasher. Il personaggio di Leslie Vernon è in gran parte ispirato alle figure di Freddy Krueger, Jason Voorhees, Michael Myers e Chucky (la Bambola Assassina, il cui vero nome è Charles Lee Ray), che all'interno del film vengono menzionati come realmente esistiti. Il personaggio di Taylor ricalca fedelmente i canoni delle final girl, eroine virginali che sopravvivono alla fine dei film slasher. Robert Englund interpreta Doc Halloran, classica nemesi del serial killer, come ad esempio il Dott. Sam Loomis della saga di Halloween.
Nel film sono presenti alcuni attori che a loro modo sono divenuti icone del genere slasher, dallo stesso Robert Englund reso celebre dal personaggio di Freddy Krueger nella saga di Nightmare, Zelda Rubinstein ha interpretato la medium Tangina Barrons in Poltergeist - Demoniache presenze. Kane Hodder, noto per aver impersonato Jason Voorhees in vari capitoli della saga Venerdì 13, appare brevemente nel ruolo di un uomo che risiede ad Elm Street come vicino di Freddy Krueger.
Il nome della moglie di Eugene è Jamie, chiaro riferimento all'attrice Jamie Lee Curtis, celebre Laurie Strode nella saga di Halloween.